# Thrakien (geographische Region Griechenlands)
Thrakien oder griechisches Thrazien (griechisch Θράκη Thráki), selten auch Westthrakien (bulgarisch Западна Тракия Sapadna Trakija, türkisch Batıtrakya) oder Ägäis-Thrakien (bulg. Беломорска Тракия Belomorska Trakija), ist eine geographische Region im Norden Griechenlands, die den westlichen Teil des ‚historischen‘ Thrakiens umfasst, der im heutigen Griechenland liegt.
Größte Städte der Region sind Alexandroupoli, Komotini und Xanthi.

## Geographie
Die nordgriechische geographische Region Thrakien (griechisch Γεωγραφικό διαμέρισμα Θράκης, geografikó diamérisma Thrákis) nimmt den westlichen Teil der geographisch-historischen Landschaft Thrakien ein. Sie hat heute eine Bevölkerung von 362.038 Einwohnern (2001) und eine Fläche von 8578 km². Sie erstreckt sich über die drei griechischen Regionalbezirke Evros mit der Insel Samothraki, Rodopi und Xanthi.
Thrakien grenzt im Norden an Bulgarien, im Westen an die griechische Region Makedonien und im Süden ans Mittelmeer. Der Evros (altgriech. Hebros, neugriech. Evros, bulgar. Mariza, türk. Meriç) trennt Westthrakien vom türkischen Teil Thrakiens im Osten (siehe Ostthrakien).

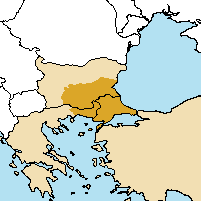
Das historische Thrakien innerhalb der heutigen Staatsgrenzen

## Sehenswürdigkeiten

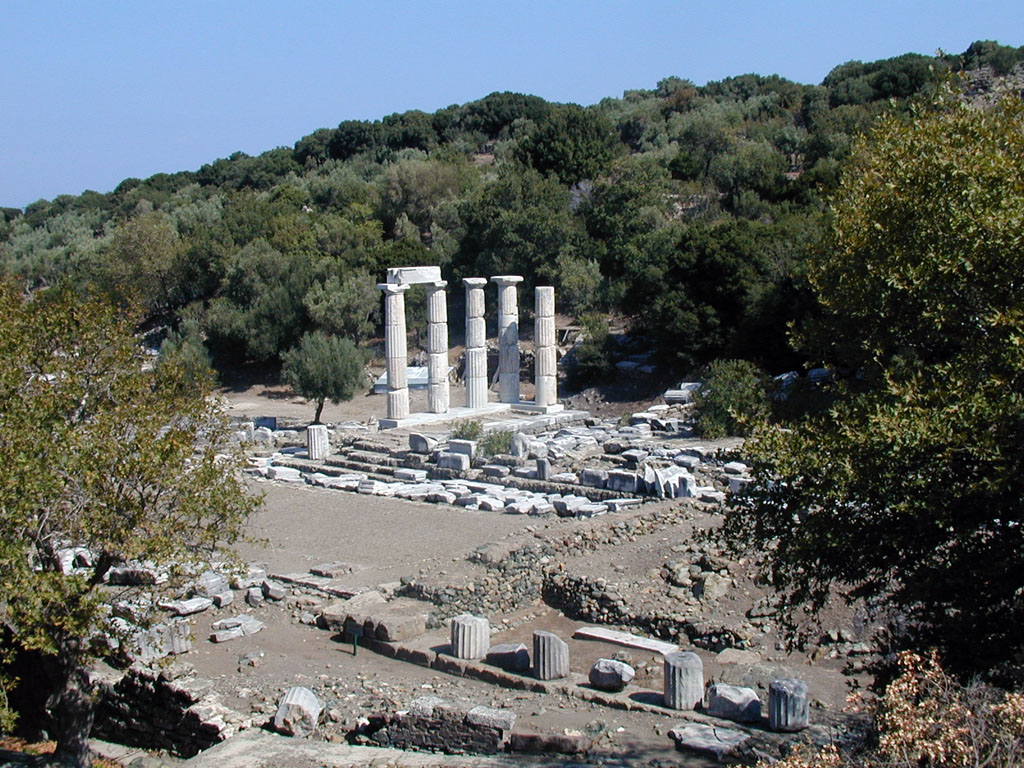
Tempel auf der zu Thrakien gehörenden Insel Samothraki

Allgemein ist Thrakien touristisch wenig erschlossen und wird neben dem Epirus als Geheimtipp für den Individualtourismus in Griechenland gesehen. Als eine der ältesten Kulturlandschaften Europas war es einst bekannt wegen seiner Philosophen. In den großen Städten kann man überall sehr gut gepflegte Museen finden. Überall in Thrakien kann man auf die Reste der alten Kulturen und historischen Plätze stoßen. Viele davon sind kaum erforscht und wenig bekannt.

## Bevölkerung

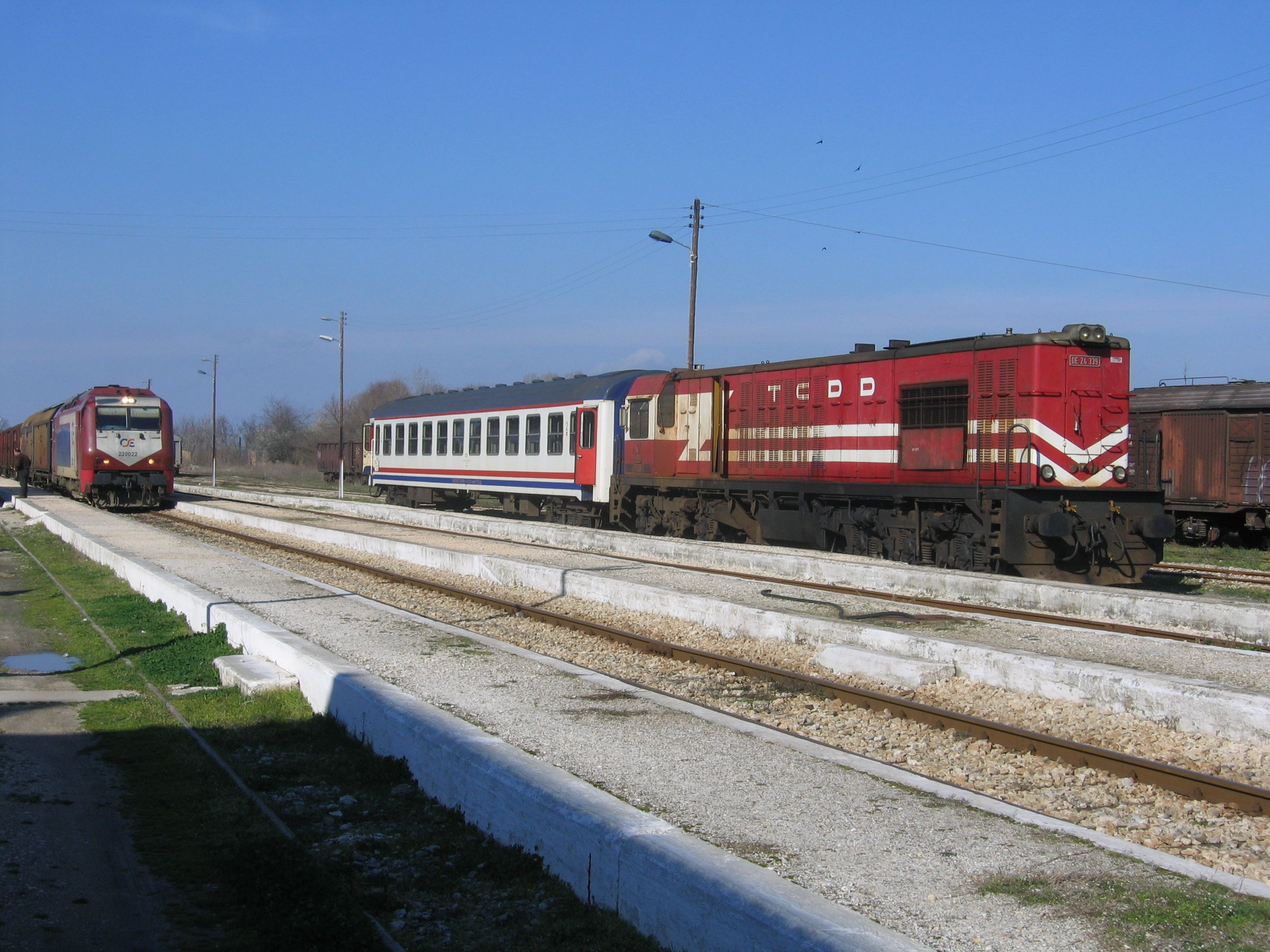
Kleiner Grenzverkehr vom Bahnhof Pithion in die Türkei

Im griechischen Thrakien leben heute 362.038 Einwohner (2001), mehrheitlich Griechen, davon viele Nachkommen der in den Jahren 1914–1917 vertriebenen Griechen aus Ostthrakien (europäische Türkei) und Personen aus dem Bevölkerungsaustausch gemäß dem Vertrag von Lausanne (1923), also Griechen aus dem Pontos, Anatolien und Kleinasien, sowie eine Anzahl von Russland-Griechen, die in den 1990er Jahren angesiedelt wurden. Letztere sind jedoch, mangels Arbeitsplätzen in der Region, weitestgehend in die Ballungsgebiete gezogen.
Den Rest der Bevölkerung Westthrakiens stellen hauptsächlich Westthrakientürken und Pomaken, die in den Statistiken zusammen mit den muslimischen Xoraxane-Roma lediglich als muslimische Einwohner Westthrakiens erfasst werden. Griechenland stützt sich bei dieser unpräzisen Art der Datenerfassung auf den Vertrag von Lausanne. Nach Angaben einer Studie der Athener Akademie waren es 105.000 Muslime in Westthrakien im Jahr 1995. Die Griechische Botschaft in Berlin gibt dagegen eine Zahl von 120.000 Muslimen in Westthrakien an.
Allgemein hatte die Region in der Vergangenheit unter einer Abwanderung der Bevölkerung (unabhängig von deren ethnischer Zugehörigkeit) zu leiden, da diese ein wirtschaftliches und politisches Randgebiet darstellte. So leben heute weitaus mehr Thraker im Ausland als in der Region selbst. Hoffnung geben jedoch die Öffnung der Grenze nach Bulgarien sowie der engere wirtschaftliche Austausch Griechenlands mit der benachbarten Türkei.

## Städte und Orte Westthrakiens

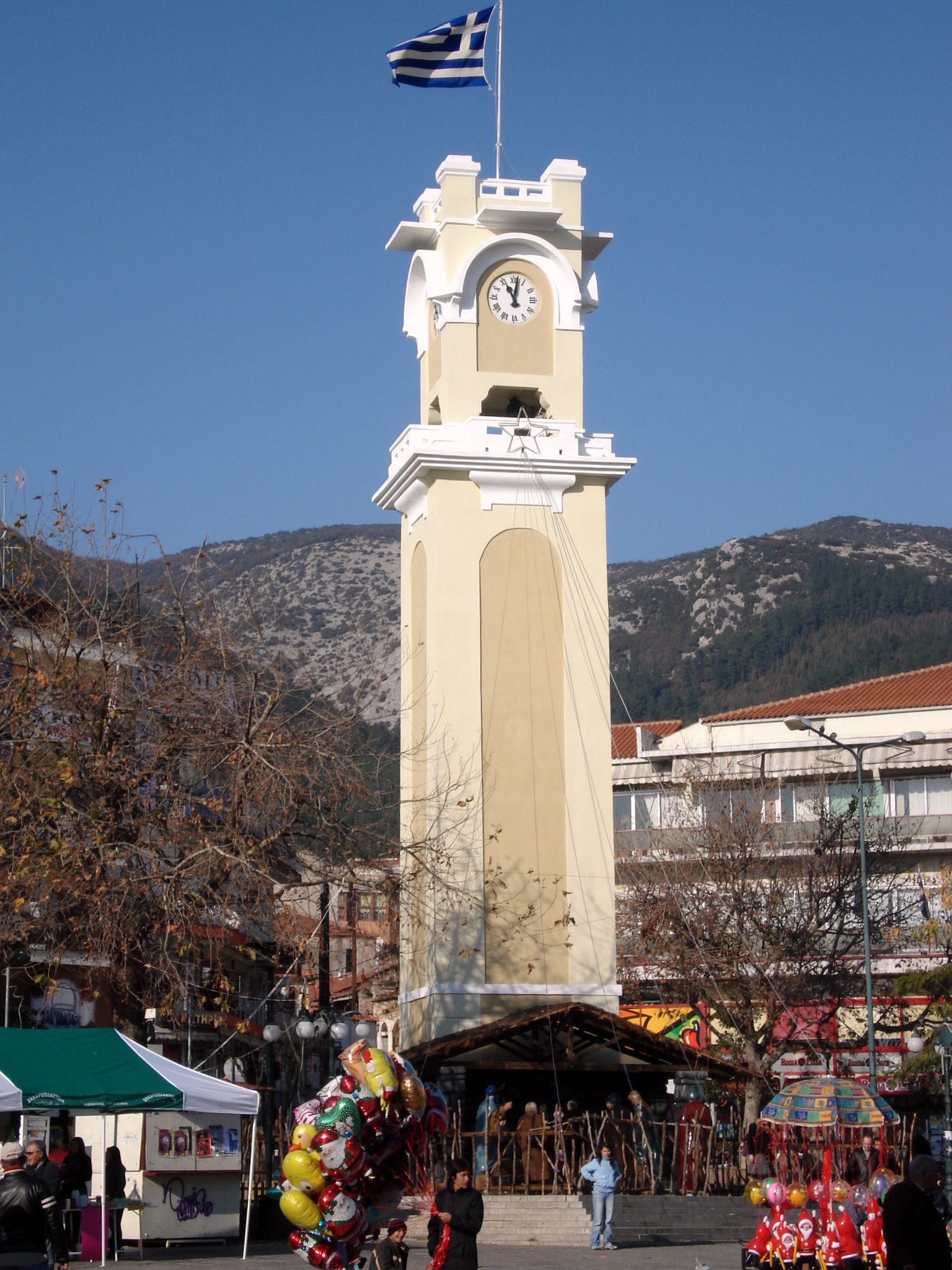
Weihnachtsmarkt am Uhrturm von Xanthi

Die wichtigsten Städte der Region sind:
| Stadt          | Griechischer Name | Einwohner (2001 (Memento vom 1. Dezember 2007 im Internet Archive) |
| -------------- | ----------------- | ------------------------------------------------------------------ |
| Alexandroupoli | Αλεξανδρούπολη    | 52.720                                                             |
| Komotini       | Κομοτηνή          | 52.659                                                             |
| Xanthi         | Ξάνθη             | 52.271                                                             |
| Orestiada      | Ορεστιάδα         | 21.730                                                             |
| Didymoticho    | Διδυμότειχο       | 18.898                                                             |